# 松本文明
松本文明（1949年3月25日—）是一名日本政治人物，為自由民主黨所屬眾議員、現任內閣府副大臣、東京都議會議員。出生於廣島縣世羅郡甲山町，先後就讀世田谷区立奥澤中学校、世田谷學園高等學校、明治大学政治經濟學部政治學科。畢業後擔任眾議院議員高橋一郎的秘書，1985年第一次代表自民黨出選並且當選。

## 生平
2016年熊本地震時，安倍內閣被批評救災對策與實際情況脫節，包括在九州新幹線車出軌後，未有派出熟悉交通事務的國土交通大臣石井啟一到現場，只是派出內閣府副大臣松本文明跟熊本縣知事蒲島郁夫會面，而他更指出熊本縣各地的露天避難所有損日本政府形象，惹來蒲島非常憤怒，批評中央不了解災區的困境。

## 荣誉
- 旭日重光章（2023年11月3日公布[2]）